# District de Bhopal
Pour les articles homonymes, voir Bhopal (homonymie).
Le district de Bhopal  (hindi : भोपाल जिला) est un district  de l'état du Madhya Pradesh, en Inde

## Géographie
Au recensement de 2011, sa population compte 2 371 061 habitants pour une superficie de 2 772 km2.
Son chef-lieu est la ville de Bhopal. 